# 2276 Warck
2276 Warck (1933 QA) là một tiểu hành tinh vành đai chính được phát hiện ngày 18 tháng 8 năm 1933 bởi E. Delporte ở Đài thiên văn Hoàng gia Bỉ.